# Великите патета 3
„Великите патета 2“ (на английски: D2: The Mighty Ducks/The Mighty Ducks 2) е американска спортна трагикомедия от 1994 г. на режисьора Робърт Лийман. Това е третата и последната част от трилогията „Великите патета“, продуциран е от Уолт Дисни Пикчърс и е разпространен от Буена Виста Пикчърс.

## Актьорски състав
| Актьор             | Роля                |
| ------------------ | ------------------- |
| Емилио Естевес     | Гордън Бомбей       |
| Джошуа Джаксън     | Чарли Конуей, #96   |
| Джефри Нордлинг    | Треньор Тед Орион   |
| Дейвид Селби       | Дийн Бъкли          |
| Хайди Клинг        | Кейси Конуей        |
| Джос Акланд        | Ханс                |
| Елдън Хенсън       | Фълтън Рийд, #44    |
| Шон Уейс           | Грег Голдбърг, #33  |
| Винсент Ларусо     | Адам Банкс, #99     |
| Мат Дохърти        | Лестър Ейвърман, #4 |
| Гарет Ратлф Хенсън | Гай Джърмейн, #00   |
| Маргарит Моро      | Кони Моро, #18      |
| Майкъл Къдлиц      | Коул                |
| Кристофър Ор       | Рик Райли           |
| Арън Лор           | Дийн Портман, #21   |
| Коломба Якобсен    | Джули Гафни, #6     |
| Кинън Томпсън      | Ръс Тайлър, #56     |
| Майк Витар         | Луис Мендоза, #22   |
| Тай О'Нийл         | Дуейн Робъртсън, #7 |
| Джъстин Уонг       | Кен Ву, #16         |
| Скот Уайт          | Скот Холанд         |
| Бенджамин Солсбъри | Джон, коментаторът  |

## В България
В България филмът е издаден на VHS от Александра Видео на 16 януари 2002 г.
На 12 май 2007 г. е излъчен по bTV от 20:00 ч. На 2 февруари 2008 г. е излъчен за втори път по същата телевизия, с разписание неделя от 13:00 ч.
През 2017 г. се излъчва и по HBO.